# Cooperativa Cultural de Fão
A Cooperativa Cultural de Fão, localizada na freguesia portuguesa de Fão, foi fundada a 1 de Abril de 1989, teve a sua primeira sede nas instalações da Escola Amorim Campos. Atualmente está instalada na casa de José Feliciano Duarte.
A primeira Direcção teve como Presidente o Dr. José Augusto Nobre Madureira, que elaborou os seus estatutos, tendo como colegas da direcção, Adelino Carvalho do Vale, José Feliciano Duarte, Rafael Maciel de Oliveira e Manuel Martins. Sobre isso, noticiava D. Cecília Paixão, uma das suas maiores entusiastas, no jornal O Novo Fangueiro, em Abril de 89.
A 10 de Junho de 1999, já com Óscar Viana à frente da Cooperativa, é assinado um protocolo com a Câmara Municipal de Esposende, na presença do seu estão presidente João Cepa, em que esta cede a utilização das instalações da actual sede, na Avenida Visconde São Januário.
Esta colectividade desenvolve actividades em torno da cultura, nomeadamente, exposições, palestras, noites de fado e poesia, simpósios. Em 2007 iniciou uma nova actividade, proporciona a cidadãos estrangeiros e residir na vila de Fão e arredores aulas de Português gratuitas.